# Pocket Trains
Pocket Trains — бизнес-симулятор, разработанный компанией NimbleBit на платформы Android и iOS.

## Игровой процесс
Как и Pocket Planes, игра выстроена вокруг создания транспортной системы. Игрок начинает с простых поездов, которые имеют маленькую вместимость груза и топлива. Как только игрок начинает получать прибыль от своих поездов, он начинает расширять свою железнодорожную систему, покупая новые станции, чтобы включить больше городов и поездов.
Цены перевозок зависят от расстояниями между станциями и числа вагонов. В зависимости от линии, одни перевозки могут быть выгоднее других.

## Восприятие игры
| Сводный рейтинг | Сводный рейтинг |
| Агрегатор       | Оценка          |
| --------------- | --------------- |
| GameRankings    | 76,36 %         |

Pocket Trains была положительно воспринята критиками. Эрик Форд из TouchArcade оценил её на 4,5 звёзды из 5, назвав её «ещё одной забавной игрой» и сравнив её с Pocket Planes. Надия Оксфорд из Gamezebo также оценила игру на 4,5/5, назвав её «очаровательной и очень цепляющей».